# Зеркальная латинская гэ
,  (зеркальная гэ) — буква расширенной латиницы. Использовалась в абазинском, абхазском, кабардинском и удинском латинских алфавитах во время латинизации.
В консорциум Юникод подана заявка на включение символа в одноимённый стандарт.

## Использование
Использовалась в удинском алфавите 1934 года, абазинском алфавите 1932 года (обозначала звук [ʑ]), абхазском алфавите 1928—1938 годов (звук [ʒ]) и кабардинском алфавите 1930 года (звук [ɕ]).

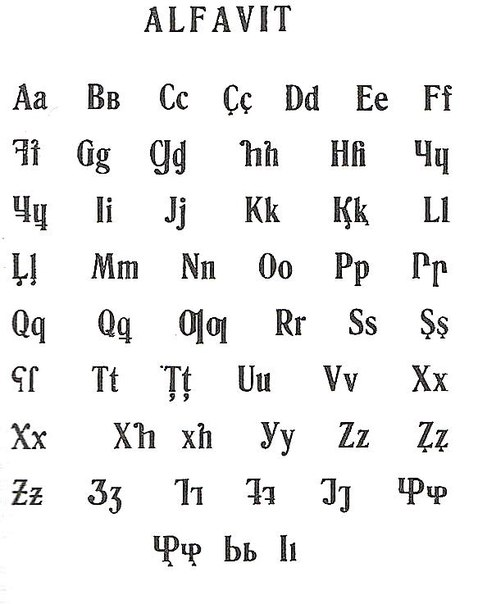
Абазинский алфавит 1930-х годов
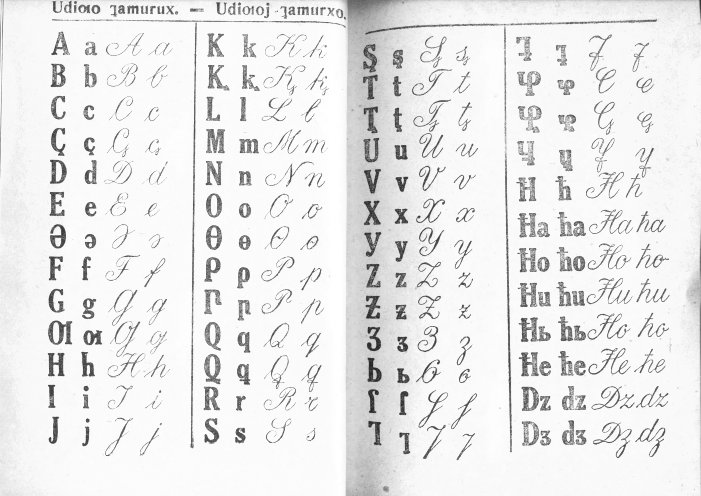
Удинский алфавит 1934 года
Абхазский латинизированный алфавит 1930 года